# 马克-纪尧姆·亚历克西·瓦迪耶
马克-纪尧姆·亚历克西·瓦迪耶（法語：Marc-Guillaume Alexis Vadier，1736年7月17日—1828年12月14日），是法国大革命时期的政治家、法学家和革命家，他因积极参与恐怖统治而被称为「大宗教裁判所法官」。瓦迪耶陆续被选为三级会议、国民公会和救国委员会成员，他在1794年热月政变期间对罗伯斯庇尔的倒台发挥了重要作用。然而他也因为在雅各宾专政时代大肆镇压异己而遭到流放，但随即出逃直到大赦后回归。拿破仑帝国建立后，他受到旧友富歇的帮助而隐居在沙特尔。1815年波旁王朝复辟后不久瓦迪耶被指控曾参与弑君，次年他被迫流亡到布鲁塞尔并在该地逝世。

## 延伸阅读
- Dussert, Gilles. . Paris: Imprimerie Nationale. 1989. ISBN 2-11-080951-5.
- Available at The Library of Congress, Washington DC DC146.V2 D87 1989; The British Library, London HMNTS YA.1990.b.1993; The University of California Library, Berkeley DC146.V2.D8 1989.